# Сексуальное домогательство

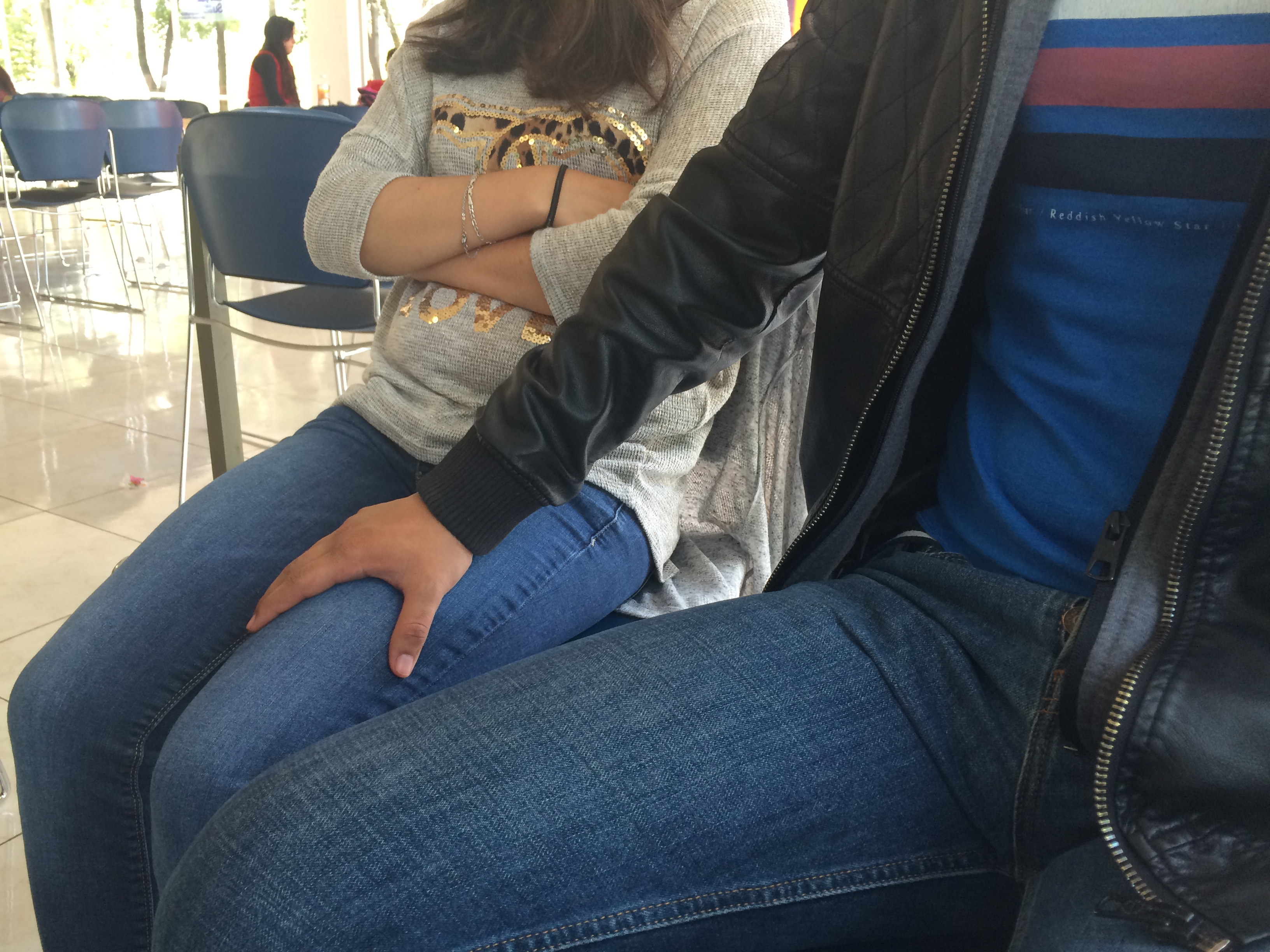
Воспроизведение того, как мужчина делает нежелательное сексуальное предложение женщине, положив руку ей на бедро

Сексуа́льное домога́тельство — вид приставания, связанный с использованием явного или скрытого сексуального подтекста, включая нежелательные и неуместные обещания вознаграждения в обмен на сексуальные услуги. Сексуальное домогательство включает в себя целый ряд действий — от словесных предложений до сексуального насилия. Домогательство может происходить в различных социальных условиях, таких как рабочее место, дом, школа и так далее. Домогающиеся или жертвы домогательств могут быть любого пола.

В современном правовом контексте сексуальное домогательство является незаконным. Законы, касающиеся сексуальных домогательств, как правило, не запрещают простые намёки, устные комментарии или незначительные отдельные инциденты — это связано с тем, что не существует «общего кодекса поведения». На рабочем месте домогательство может считаться незаконным, если оно частое или серьёзное, создающее враждебную или оскорбительную рабочую среду, или если оно приводит к неблагоприятному трудовому решению (например, понижению в должности, увольнению или уходу с работы). Однако юридическое и социальное понимание сексуального домогательства варьируется в зависимости от культуры. В российском законодательстве определение «сексуального домогательства» отсутствует; наиболее близко к этому понятию «понуждение к действиям сексуального характера», которое в уголовном праве России предусмотрено статьёй 133 Уголовного кодекса Российской Федерации.

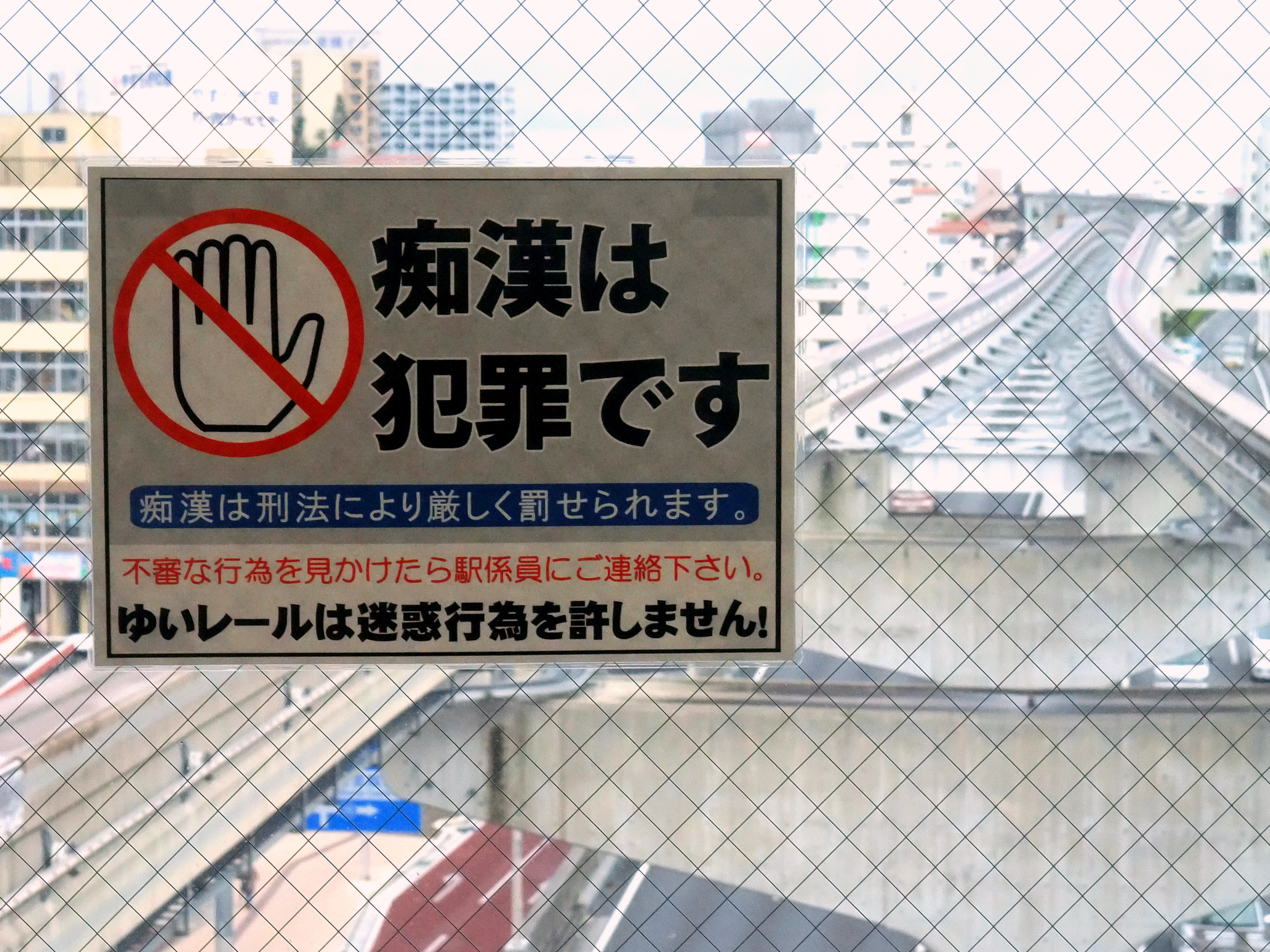
Предупреждение на монорельсовой станции Окинава, Япония. Надпись гласит: «ощупывание является преступлением»

В некоторых странах уличное сексуальное домогательство в виде сексистских оскорблений, кэтколлинга и пренебрежительных комментариев по гендерному признаку преследуется по закону (например, уголовное преследование на Филиппинах согласно Safe Spaces Act и административные штрафы во Франции).
На рабочем месте преследование может считаться незаконным, когда оно является настолько частым или серьёзным, что создаёт враждебную или оскорбительную рабочую атмосферу, или когда это приводит к неблагоприятным решениям касательно занятости (таким, как увольнение или понижение в должности жертвы домогательств, или когда жертва сама решает оставить работу по этой причине). В качестве домогателя может выступать руководитель жертвы, сотрудник или клиент. Сексуальные домогательства (в виде скабрёзных замечаний и пошлостей, а также в форме физических посягательств) на рабочем месте не обязательно провоцируются вожделением, скорее, их целью является утоление жажды власти.